# Roggia Acqua Rossa
La roggia Acqua Rossa (dialetto cremasco: Aqua Rósa) è l'asta principale di un sistema irriguo di origine sorgiva e di colo del cremasco occidentale.

## Storia
La roggia è piuttosto antica, essendo citata per la prima volta nel 1376; è, inoltre, riportata nel Sommario delle cose, che sono nelli libri delle parti e provisioni della città [di Crema], spettanti alle rogge, ponti ecc, dove sono riportati interventi e disposizioni della metà del XV secolo.
Sull'etimologia del nome l'origine dovrebbe ascriversi alla presenza dell'alga Hildenbrandia rivularis, diffusa nel cremasco solo in questa roggia. Un'altra interpretazione ipotizza che il nome derivi dalla colorazione delle acque sporche di sangue dei caduti della battaglia di Agnadello, ma è decisamente respinta da alcuni storici e naturalisti.
L'irrigazione è gestita da un apposito consorzio istituito con atto costitutivo datato 6 novembre 1930 (notaio Fadini) quando era in corso un contenzioso sulla natura giuridica delle sue acque, inserite nell'Elenco delle acque pubbliche nel 1918; una successiva disposizione del Tribunale Superiore delle acque pubbliche, confermata dalla Corte di cassazione, ne stabilì la natura privata e quindi radiata nel 1933. A causa di un errore di trascrizione la roggia fu inserita nel Terzo Elenco Suppletivo allegato al DPR 1º febbraio 1957, quindi definitivamente cancellata con DPR 5 agosto 1958.
La roggia irriga un comprensorio di 1.113 ettari secondo il metodo dello scorrimento e la distribuzione delle acque avviene complessivamente attraverso cinque bocchelli. La portata media è pari a 2.500 l/sec, con punte di 7/8000 l/s.

## Percorso
La roggia ha origine presso alcuni fontanili nel comune di Torlino Vimercati, scorre per un breve tratto parallela alla roggia Cremasca, quindi scende verso l'abitato acquisendo portata anche grazie all'apporto dei coli dei fondi irrigati e di altri fontanili. Il percorso prosegue verso Palazzo Pignano tracciando per un buon tratto il confine tra questo e il comune di Trescore Cremasco.
Quindi attraversa l'area del Moso costituendo, fino alla costruzione del canale Vacchelli, una delle fonti di alimentazione dell'antica palude, finché fu arginata al prosciugamento di questa, anche sfruttando le opere di sostegno della roggia Alchina.
Attraversa l'abitato di Ombriano e sottopassa la roggia Comuna grazie ad una tomba a sifone. L'asta principale prosegue con curve artificiali bagnando i territori di Capergnanica, Ripalta Cremasca e Ripalta Guerina. Sfocia nel Serio poco sotto il confine comunale tra Ripalta Guerina e Montodine.

## Galleria d'immagini

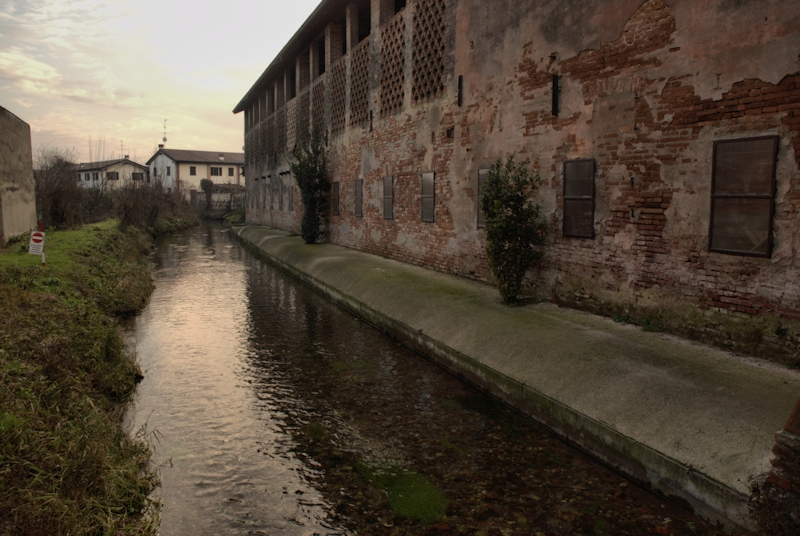
La roggia a Torlino Vimercati
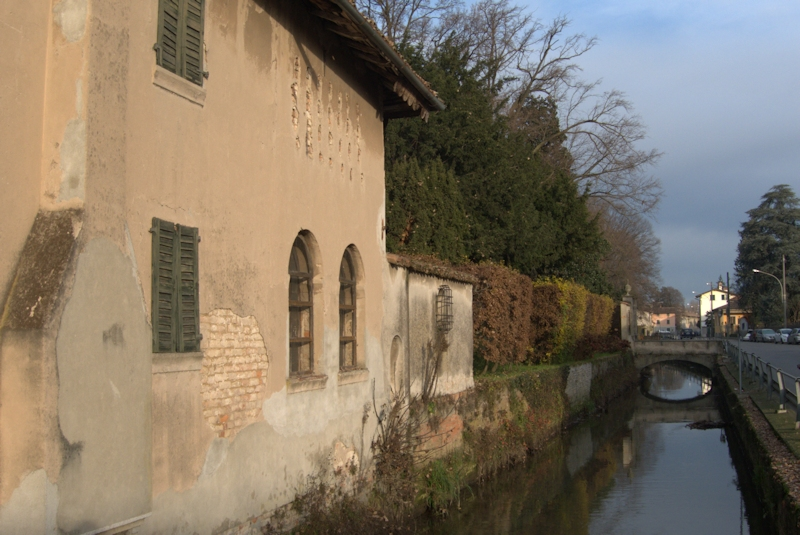
La roggia ad Ombriano